# شانل سیموندز
 شانل سیموندز (انگلیسی: Chanel Simmonds؛ زاده ۱۰ اوت ۱۹۹۲) یک تنیس‌باز اهل آفریقای جنوبی است.